# مطثية باراتية
مطثية باراتية[بحاجة لمصدر] (الاسم العلمي:Clostridium baratii) هي نوع من البكتيريا يتبع جنس المطثية من الفصيلة المطثاوية. سميت نسبة لبارات وهو عالم بكتيريا فرنسي.

## روابط خارجية
- Clostridium baratii: Prévot 1938  في المركز الوطني لمعلومات التقانة الحيوية (NCBI)
- (بالفرنسية والإنجليزية) مرجع موسوعة الحياة (EOL) : مطثية باراتية
- UniProt. "Clostridium baratii" (HTML). اطلع عليه بتاريخ 2011-01-24.
- Type strain of Clostridium baratii at BacDive - the Bacterial Diversity Metadatabase